# Индонезийское имя
Именование людей в Индонезии отличается от способов, принятых в Западном мире, и характеризуется большим разнообразием вариантов, так как страна занимает порядка 17 тысяч островов, на которых проживает около 60 этнических групп.

## Уважительные обращения
При обращении к мужчине в Индонезии принято добавлять «Pak» или «Bapak» (в переводе — «отец»), при обращении к женщине — «Ibu» («мать»). Эти же обращения используются в случае, если имя человека неизвестно. При выражении особо большого уважения используется обращение «Saudara». По отношению к бывшему президенту Абдуррахман Вахиду используется уважительное отношение «Gus» (от «bagus»); так как его имя «Абдуррахман» сокращают до «Dur», то можно встретить его именование как «Gus Dur».

## Форма именования
В Индонезии не используется западная система, при которой у каждого человека есть имя и фамилия. Подавляющее большинство индонезийцев не имеет фамилий. В целом, индонезийские имена можно разделить на следующие классы:
- Имена, состоящие всего из одного слова (такие, как Сукарно или Сухарто)
- Имена, состоящие из двух или более слов, ни одно из которых не является фамилией (например, Сусило Бамбанг Юдойоно)
- Имена, состоящие из двух или более слов, среди которых есть фамилия (например, Абдул Харис Насутион)
- Имена, состоящие из двух или более слов, среди которых есть отчество (например, Мегавати Сукарнопутри или Абдуррахман Вахид)

В большинстве случаев, в качестве имени индонезийца выступают его личное имя и имя его отца. Некоторые из замужних женщин добавляют к своему имени отчество мужа, но помещают его при этом после своего собственного; таким образом, вполне может быть ситуация, что у состоящих в браке людей в именах вообще нет ничего общего.

## Индонезийские системы имён
Большинство жителей острова Ява используют только имя, состоящее из одного слова. У жителей северной Суматры нет фамилий, но зато есть клановые имена. Индонезийцы китайского происхождения используют китайскую систему именования.

### Имена из одного слова
Пример:
Имя ребёнка: Гема
Имя отца: Супарман
Имя матери: Вуландари
В свидетельстве о рождении имя ребёнка будет записано в следующей форме:
Гема, ребёнок Супармана и Вуландари
В свидетельстве о рождении внебрачного ребёнка будет вписано только имя матери.
В школьном аттестате имя ребёнка из примера будет записано в следующей форме:
Гема, ребёнок Супармана
Во всех прочих официальных документах будет писаться лишь личное имя:
Гема

### Имена из нескольких слов, но без фамилии
Пример:
Имя ребёнка: Гема Пертиви
Имя отца: Супарман Перкаса
Имя матери: Венинг Вуландари
В свидетельстве о рождении имя ребёнка будет записано следующим образом:
Гема Пертиви, ребёнок Супармана Перкаса и Венинг Вуландари
Во всех прочих официальных документах имя человека будет записываться так:
Гема Пертиви

### Имена из нескольких слов с фамилией
Если родители желают, чтобы в документах у ребёнка фигурировала фамилия, она должна быть включена в имя. Пример:
Имя ребёнка: Гема Алатас
Имя отца: Супарман Алатас
Имя матери: Венинг Вуландари Асегафф
В свидетельстве о рождении имя ребёнка будет записано следующим образом:
Гема Алатас, ребёнок Супармана Алатас и Венинг Вуландари Асегафф
Во всех прочих официальных документах имя человека будет писаться так:
Гема Алатас

### Имена из нескольких слов с отчеством
Отчество обычно конструируется из имени отца с добавлением слова «putra» (в переводе с санскрита — «сын») или «putri» (в переводе с санскрита — «дочь»). Пример:
Имя ребёнка: Гема Супарманпутра
Имя отца: Супарман
Имя матери: Вуландари
В свидетельстве о рождении имя ребёнка будет записано следующим образом:
Гема Супарманпутра, ребёнок Супармана и Вуландари
Во всех прочих официальных документах имя человека будет писаться так:
Гема Супарманпутра
Иногда имя отца может использоваться в качестве отчества без упомянутых приставок. Это рассматривается как неофициальная форма, однако иногда может встретиться и в официальных документах.

## Запись индонезийских имён вне Индонезии
В странах, где подразумевается наличие фамилии у каждого человека, индонезийские имена иногда трансформируются под местные стандарты.
В Нидерландах человеку, у которого нет официальной фамилии, в документах вписывают фамилию «Onbekend» («Неизвестный»).
В Германии в случае, если имя человека состоит всего из одного слова, его используют и как имя, и как фамилию. В результате Gema превращается в «Gema Gema» или «G.Gema».
В США в случае, если имя человека состоит всего из одного слова, с ним могут поступить тремя способами:
1. Имя пишется в графе «Фамилия», а в графе «Имя» пишется аббревиатура «FNU» («First name unknown» — «Первое имя неизвестно»). У людей, не знакомых с бюрократическими требованиями, возникает впечатление, что Fnu — это распространённое индонезийское имя.
2. Имя пишется в графе «Имя», а в графе «Фамилия» пишется аббревиатура «LNU» («Last name unknown» — «Последнее имя неизвестно»). У людей, не знакомых с бюрократическими требованиями, возникает впечатление, что Lnu — это распространённая индонезийская фамилия.
3. Имя вписывается и в графу «Имя», и в графу «Фамилия», как в Германии.